# Benafarces
Benafarces est une commune de la province de Valladolid dans la communauté autonome de Castille-et-León en Espagne.

## Sites et patrimoine
- Église de la Asunción (es) (Église Santa María la Nueva ?)

Église de la Asunción.
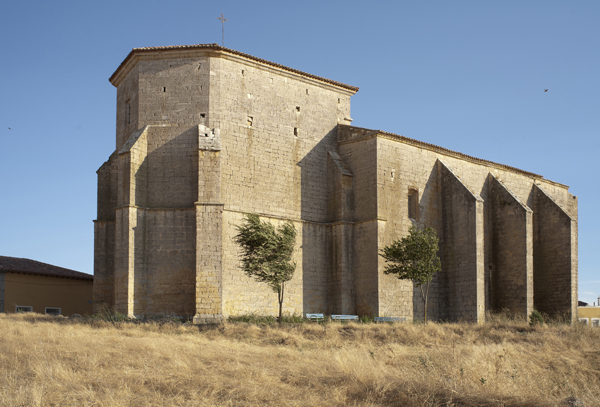